# Cranbrook (ort i Australien, Western Australia, Cranbrook)
Cranbrook är en ort i Australien. Den ligger i kommunen Cranbrook och delstaten Western Australia, omkring 290 kilometer sydost om delstatshuvudstaden Perth.
Trakten runt Cranbrook är nära nog obefolkad, med mindre än två invånare per kvadratkilometer..
Trakten runt Cranbrook består till största delen av jordbruksmark. Genomsnittlig årsnederbörd är 760 millimeter. Den regnigaste månaden är september, med i genomsnitt 136 mm nederbörd, och den torraste är februari, med 12 mm nederbörd.